# Mole verde

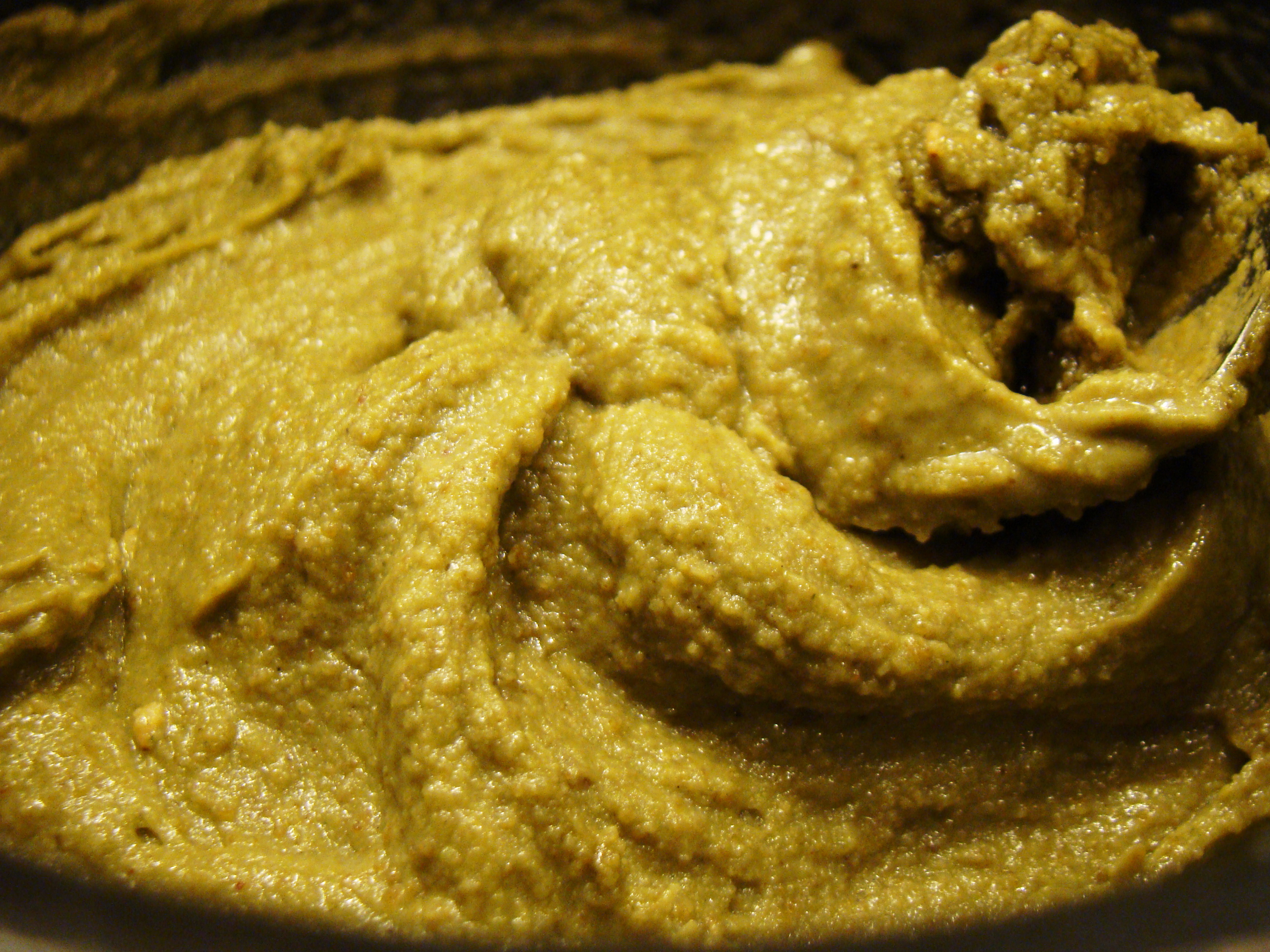
Mole verde Mexicano.

El mole verde es un tipo de mole de la gastronomía de México. Los compuestos principales del mole verde son la pepita de calabaza y el chile verde. Estos le dan el color. Otros ingredientes pueden ser el tomate verde, chile poblano, chile de árbol, rabos de cebolla, hojas de rábano, apio, cilantro, hojas de lechuga, acelgas, perejil, epazote, cebolla, ajo, caldo de pollo y en menor cantidad bolillo o tortilla.
Dado que se trata de una receta tradicional, ésta varía dependiendo de la región del país donde sea preparada.
Los ingredientes se pican (excepto las pepitas de calabaza) y se muelen. Esta preparación es sofreída en una cazuela con un poco de manteca o aceite vegetal. Las pepitas se muelen con caldo de pollo o agua e incorporadas a lo anterior teniendo cuidado de la cantidad a agregar para lograr la consistencia deseada. Se sirve con carne de pollo o cerdo y puede acompañarse de arroz rojo o blanco o frijoles.
Podríamos decir que el "mole verde" en realidad es producto de los tecnisismos populares o nombres incorrectos de un platillo hecho de pepitas de calabaza al cual se le denomina pipián en la región huasteca.
Véase gastronomía huasteca.